# Hockey Bassano 2021-2022
Questa voce raccoglie le informazioni riguardanti l'Hockey Bassano nelle competizioni ufficiali della stagione 2021-2022.

## Maglie e sponsor
Lo sponsor ufficiale per la stagione 2021-2022 è la Ubroker.
| 1ª divisa | 2ª divisa |

## Organico

### Giocatori
Dati aggiornati alla stagione 2021-2022, tratti dal sito internet ufficiale della Federazione Italiana Sport Rotellistici .''
| N° | Naz.              | Ruolo | Sportivo          |  |  |  |
| -- | ----------------- | ----- | ----------------- |  |  |  |
| 1  | Italia (bandiera) | P     | Edi Nicoletti     |  |  |  |
| 2  | Italia (bandiera) | D     | Samuel Amato      |  |  |  |
| 4  | Italia (bandiera) | D     | Guido Sgaria      |  |  |  |
| 5  | Italia (bandiera) | A     | Federico Ambrosio |  |  |  |
| 7  | Italia (bandiera) | A     | Mattia Baggio     |  |  |  |
| 9  | Italia (bandiera) | A     | Samuele Muglia    |  |  |  |
| 22 | Spagna (bandiera) | A     | Pablo Cancela     |  |  |  |
| 23 | Spagna (bandiera) | D     | Marc Coy          |  |  |  |
| 54 | Spagna (bandiera) | P     | Adrià Català      |  |  |  |
| 58 | Italia (bandiera) | A     | Andrea Scuccato   |  |  |  |

### Staff tecnico
- Allenatore:  Roberto Crudeli (1ª-9ª),  Luís Nunes (10ª-25ª),  Miguel Viterbo (26ª)